# Gim Toro
Gim Toro je talijanska serija stripova koju su stvorili Andrea Lavezzolo i Edgardo Dell'Acqua. Izlazio je od 1946. do 1951. godine.

## Pozadina
Objavljeni su 1946. u istoimenoj seriji stripova, i odmah su postigli uspjeh; Godine 1947., glavnoj seriji pridružila se paralelna serija Gimtorissimo, koju je još uvijek napisao Lavezzolo, ali s ilustracijama drugih umjetnika. Uspjeh je trajao do početka 1950., a serija je završila 1951. Ponovno je objavljen nekoliko puta do druge polovice sedamdesetih. Glavni lik, Gim Toro, je talijanski Amerikanac osmišljen po izgledu glumca Tyronea Powera.